# Takeshi Honda (Fußballspieler)
Takeshi Honda (japanisch 本多 剛 Honda Takeshi; * 20. Mai 1981 in der Präfektur Saitama) ist ein ehemaliger japanischer Fußballspieler.

## Karriere
Honda erlernte das Fußballspielen in der Schulmannschaft der Seibudai High School und der Universitätsmannschaft der Senshū-Universität. Seinen ersten Vertrag unterschrieb er 2003 bei den Ventforet Kofu. Der Verein spielte in der zweithöchsten Liga des Landes, der J2 League. Für den Verein absolvierte er zwei Ligaspiele. Ende 2003 beendete er seine Karriere als Fußballspieler.